# The Hepworth Wakefield

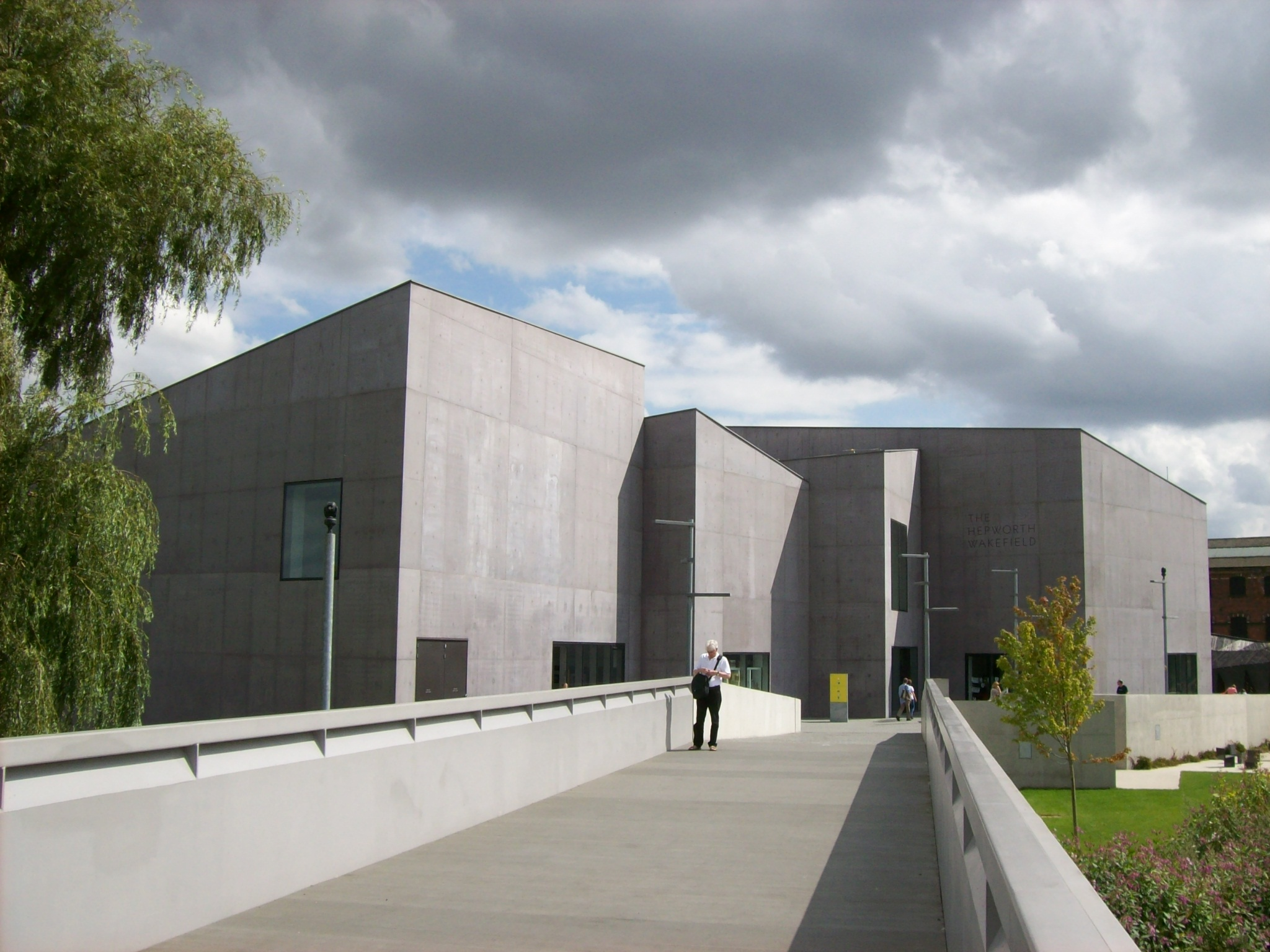
The Hepworth Wakefield

The Hepworth Wakefield muzeum je moderní galerie postavená roku 2011 na břehu řeky v bývalé průmyslové zóně Wakefieldu podla návrhu Davida Chipperfielda. Poskytuje celkem 1 600 m2 výstavních ploch. Roku 2012 byla budova nominována na cenu Design roku v kategorii architektura a označena za Regionální stavbu roku 2012 Britskou komorou architektů.

## Sbírky
Galerie je především expozicí díla slavné britské sochařky Barbary Hepworth, jejíž rodina velkoryse darovala většinu vystavených soch, sádrové modely, kresby, litografie i část zařízení jejího ateliéru.
V jednom sále jsou vystavena díla některých současníků sochařky, např. Constantina Brancusiho, Nauma Gabo, Henri Gaudier-Brzesky, Pieta Mondriana, Henry Moora.
Ve sbírce britského moderního umění, budované ve Wakefieldu od roku 1923 E. Musgravem, prvním ředitelem Wakefield Art Gallery, jsou zastoupeni manžel sochařky Ben Nicholson a dále Graham Sutherland, Paul Nash, Jacob Epstein, Walter Sickert, Anthony Caro, Ivon Hitchens, L.S. Lowry, Victor Pasmore, John Piper, David Bomberg, Roger Fry, Harold Gilman, Duncan Grant, Patrick Heron, Lucie Rie, William Scott a David Hockney. Součástí expozice jsou i díla jejích přátel (John Wells, Breon O'Casey, Janet Leach).
Do stálé expozice zapůjčily některá díla také The Arts Council, The British Council a Tate Gallery.
Historie Wakefieldu je zachycena v kolekci 1 200 kreseb, map a akvarelů ze sbírky Johna Gotta (1830-1906), která je digitalizována a přístupná on line